# Distretto di Chunya
Il distretto di Chunya è un distretto della Tanzania situato nella regione di Mbeya. È suddiviso in 30 circoscrizioni (wards) e conta una popolazione di 290 478 abitanti (censimento 2012). 
Elenco delle circoscrizioni: 
- Chalangwa
- Chokaa
- Galula
- Gua
- Ifumbo
- Ifwenkenya
- Itewe
- Kambikatoto
- Kanga
- Kapalala
- Lupa Tingatinga
- Luwalaje
- Mafyeko
- Magamba
- Makongorosi
- Mamba
- Matundasi
- Matwiga
- Mbangala
- Mbugani
- Mbuyuni
- Mkola
- Mkwajuni
- Mtanila
- Mwambani
- Namkukwe
- Ngwala
- Sangambi
- Saza
- Totowe